# بويان يوفيتش
بويان يوفيتش هو لاعب كرة قدم صربي، ولد في 1 أبريل 1982 في Nova Pazova ‏ في صربيا. لعب مع نادي بوراتس بانيا لوكا ونادي بياترا نيامتس ونادي ساراييفو ونادي سلوبودا توزلا.

## وصلات خارجية
- بويان يوفيتش على موقع قاعدة بيانات كرة القدم.إي يو (الإنجليزية)
- بويان يوفيتش على موقع Soccerbase.com (لاعب) (الإنجليزية)
- بويان يوفيتش على موقع Soccerway.com (الإنجليزية)